# スイス国鉄Tm IV型ディーゼル機関車
スイス国鉄Tm IV型ディーゼル機関車（スイスこくてつTm IVがたでぃーぜるきかんしゃ）はスイス連邦鉄道 (SBB) の入換用ディーゼル機関車である。1970年から1978年にかけて89両が製造された。IV は性能クラス IV (350馬力以上) の意味である。 
製造中の1974年に車番命名規則が変更されたため、551-581号機は8751-8781号機、861-868号機は9651-9658号機に改番された。スイス連邦鉄道には8751-8796号機と9651-9684号機の計80両が納入された他、同型機7両が他の鉄道会社での入換や産業用に製造された。スイス・ロコモティブ・アンド・マシン・ワークスは自社使用のために1両 (1976年) とズルツァーのために1両 (1970年) を製造したが、これらは1988年と1994年にそれぞれ 9685号機 および 8797号機 としてスイス連邦鉄道に編入され、89両中82両がスイス連邦鉄道の所有となった。当初、8751-8797号機は駅での入換に充当され、9651-9685号機は建設現場や工場で運用されていた。 
2012年の初めに、45両がビール車両工場でSBBカーゴ向けに改造され、Tm 232型に編入された。4両はSBBの旅客部門で近代化のうえ運用されており、15両はSBBインフラストラクチャで Tm 232 301-315 として工事用・軌道保守用に使われている。8783号機、8792号機、9656号機の3両は売却された。 

## 歴史
電化区間・非電化区間を問わず運用できる入換用・保線用ディーゼル機関車として導入された。SBBの大型車両で初めて液体式動力伝達機構を採用した車両でもあり、故障しやすい機械式の後退ギアを排している。液体式の動力伝達効率の低さを補うため、停止時のみシフト可能な機械式変速機を搭載している。最高速度は30 km/h または 60km/h である。 

### 同型車
1971年と1973年にフォン・ロール社のゲルラフィンゲン工場用に各1両が導入された (工場機関車No.26、28)。しかし、工場内の重量物輸送には力不足であることが分かり、1977年にボーデンゼー-トッゲンブルク鉄道に売却された。ボーデンゼー-トッゲンブルク鉄道では Tm IV Nr.6、7 に改番された。 
ジュラ鉄道は1971年に新車を購入し、Tm IV Nr.181 と命名した。 
ズールゼー-トリーンゲン鉄道は1976年に新車を購入し、Em 2/2 Nr.2 として運用していた。2010年までSBBカーゴに SB 8701 としてリースしていたが、2012年にヴィドマー・レール・サービスに売却された。 
この他、セメント会社シメント・ヴィジェのルシュネット＝ペリー工場で2両 (同社 Nr.4および5) とビルスフェルデンのゲルトナー・ラインラガー社で1両が運用されていた。 

## 走行装置
動力はエンジン出力軸からカルダンジョイントを介して車体中央に設けられたフォイト製液体変速機に伝達される。この液体変速機は2つのタービンランナを互いに向かい合わせた構造を採ることで後退ギアを不要にしている。作動油は鉱油である。液体変速機の後段に機械式変速機が置かれており、入換用低速段と移動用高速段を切り換えることができるが、シンクロメッシュ非搭載のため操作するためには一旦停止しなけれならない。また、シフトレバーを持ち上げてロックするニュートラル段が設けられている。変速機の出力軸はカルダンジョイントを介してトルク伝達のため車体台枠に固定された終段ギアハウジングに接続されている。終段ギアはベベルギアで、減速比は1:3.357に設定されている。 
動軸は単式支持軸箱守式の単軸駆動で、軸ばねはリーフスプリングである。  
エンジンは高速型の直列8気筒ディーゼルで、初期車はMAN製R8V 16/18を搭載していたが、後にMTU製となった。最後に作られた2両はスペインのエンジンメーカであるバサンでライセンス生産されたエンジンを搭載していた。

## Tm 232への改造
Tm IVに列車防護装置の追設と機関更新を行った近代化車両がTm 232である。機関はインタークーラーとDPF（ディーゼル微粒子捕集フィルター）を備えたキャタピラー製C13 ACERT 直列6気筒ディーゼルエンジンに換装された。ただし、液体変速機の交換を避けるため、エンジン出力は換装前と同じ280 kWに据え置かれた。電装系の駆動電圧は36ボルトから24ボルトに変更され、新しい列車制御装置と列車防護装置が追設された他、全車に無線リモコンが搭載された (一部、改造前から無線リモコンが搭載されていた車両もあった)。 
近代化改造は、SBB旅客部門のビール工場で行われている。

## 車両一覧
| 車番 （1974年まで） | 車番（1974年から） | UIC番号 | 製造   | 改造       | 廃車 | 備考                |
| ------------------- | ------------------ | ------- | ------ | ---------- | ---- | ------------------- |
| 551                 | 8751               |         | 1970年 |            |      |                     |
| 558                 | 8758               | 232 108 |        | 2010年3月  |      |                     |
| 560                 | 8760               | 232 110 |        | 2009年9月  |      |                     |
| 561                 | 8761               | 232 111 |        | 2007年     |      | Tm 232プロトタイプ  |
| 567                 | 8767               | 232 117 |        | 2010年7月  |      |                     |
| 568                 | 8768               | 232 118 |        | 2009年8月  |      | Tm 232への改造1号機 |
| 572                 | 8772               | 232 122 |        | 2010年5月  |      |                     |
|                     | 8782               |         | 1975年 |            |      |                     |
|                     | 8789               | 232 139 |        | 2009年9月  |      |                     |
| 861                 | 9651               |         |        |            |      |                     |
| 862                 | 9652               | 232 202 |        | 2010年7月  |      |                     |
| 867                 | 9657               | 232 207 |        | 2010年2月  |      |                     |
|                     | 9659               |         | 1975年 |            |      |                     |
|                     | 9660               | 232 210 |        | 2010年1月  |      |                     |
|                     | 8673               | 232 223 |        | 2009年10月 |      |                     |
|                     | 9674               | 232 224 |        | 2010年5月  |      |                     |
|                     | 9677               | 232 227 |        | 2010年2月  |      |                     |
|                     | 9680               | 232 230 |        | 2009年9月  |      |                     |
|                     | 9683               | 232 233 |        | 2010年3月  |      |                     |